# Болденков Валерій Ігорович
Вале́рій І́горович Болденков (нар. 8 вересня 1994, Атаки, Молдова) — український футболіст, центральний захисник ФК «Поділля».

## Біографія

### Ранні роки
Валерій Болденков народився та довгий час проживав у молдавському місті Атаки, розташованому на кордоні з Україною на лівому березі Дністра біля міста Могилів-Подільський.
У рідному для Валерія місті і почався його шлях у великий футбол. У шість років майбутній футболіст потрапив до дитячої школи місцевого клубу «Ністру» (Атаки). У «Ністру» Валерій пограв досить довго, поки у 2007 році не вирушив в Україну у місто Володимир-Волинський, де в його послугах був зацікавлений місцевий БРВ-ВІК. Болденков зумів проявити себе на позиції опорного півзахисника у команді, з якою двічі (у 2010-му і 2011-му роках) став бронзовим призером ДЮФЛУ.
Навесні 2011 року Болденков приїхав на перегляд до київського «Динамо», за рік до цього прийнявши українське громадянство. На той момент він виступав уже як центральний півзахисник, але у товариській грі з київським «Арсеналом» Олександр Хацкевич, переглядаючи потенційних новачків, вирішив спробувати Болденкова у центрі оборони. Зі своїм завданням у тій зустрічі Валерій впорався та поїхав догравати за BRW-VIK фінальну частину ДЮФЛ вже як центрбек. Завоювавши зі своїми товаришами бронзові нагороди, сам Болденков повернувся у Київ і підписав контракт із «Динамо».

### «Динамо» (Київ)
Потренувавшись у складі «біло-синіх» півтора місяця, захисник травмував меніск і порвав хрестоподібні зв'язки, внаслідок чого залишився поза грою на вісім місяців, пропустивши весь чемпіонат і зимові збори. По-справжньому робочий процес у Болденкова почався лише влітку 2012 року, коли футболіст, оговтавшись від усіх травм, повернувся на футбольне поле.
Дебют Валерія в молодіжній команді «Динамо» відбувся 13 липня 2012 року в Києві у матчі з донецьким «Металургом». Поєдинок завершився перемогою киян 2:0, а Болденков провів на полі всього хвилину. У чемпіонаті U-19 захисник вперше вийшов на поле 25 липня 2012 у грі з «Ворсклою». Тоді також була зафіксована перемога «біло-синіх» 2:0. Болденков провів на полі 89 хвилин. До закінчення сезону 2012/13 на рахунку Валерія було шість матчів в молодіжній першості і 22 у чемпіонаті U-19, а у наступному Болденков став основним гравцем молодіжки, зігравши у 21 матчі.
Влітку 2014 року був відправлений в «Динамо-2», що виступало в першій лізі.

## Досягнення
- Юнацький чемпіон України: 2012/13